# 国際寛容デー
国際寛容デー（こくさいかんようデー、英語: International Day for Tolerance）は、毎年11月16日に定められた寛容と文化多様性を促進するための国際デー。
1995年11月16日にユネスコ総会で採択された「寛容に関する原則の宣言」に基づき、1996年12月に国際連合総会決議の51/95で制定された国際デーのひとつである。